# Alysia Montaño
Alysia Montaño (Estats Units, 23 d'abril de 1986) és una atleta estatunidenca, especialista en la prova de 800 m, amb la qual va arribar a ser medallista de bronze mundial en 2013.
En el Mundial de Moscou 2013 va guanyar la medalla de bronze en els 800 metres, després de la kenyana Eunice Jepkoech Sum i la seva compatriota la també estatunidenca Brenda Martínez.